# 1928 год в изобразительном искусстве СССР
1928 год был отмечен рядом событий, оставивших заметный след в истории советского изобразительного искусства.

## События
- 29 января в Москве в помещении Первого Московского государственного университета (Моховая, 11) открылась 6-я Выставка картин Общества художников «Бытие». Экспонировались 226 произведений живописи и скульптуры 22 авторов[1].

- 3 марта в Ленинграде в ГРМ открылась "Выставка Общества художников «4 Искусства». Среди 284 работ 51 автора экспонировались произведения Меера Аксельрода, Льва Бруни, Алексея Карева, Алексея Кравченко, Николая Лапшина, Александра Матвеева, Кузьмы Петрова-Водкина, Петра Уткина и других художников[2].

- В марте в Ленинграде в залах Общества поощрения художеств открылась «VII Выставка картин Общества художников-индивидуалистов». В разделах живописи, графики и скульптуры экспонировалось 487 работ 61 автора, среди них Альфонс Жаба, Юлий Клевер, Мирский, Л. Г. Неймарк, М. Ф. Островская, И. А. Пасс, Л. К. Розенберг, И. И. Ясинский и другие[3].

- В Ленинграде в залах Общества поощрения художеств открылась очередная «Выставка картин Общества имени А. И. Куинджи». Среди 521 работы 78 участников экспонировались произведения Льва Бруни, Петра Бучкина, Александра Вахрамеева, Михаила Гужавина, Альфонса Жабы, Аркадия Рылова, Ивана Степашкина и других художников[4].

- В октябре в Ленинграде открылась VII Выставка «Общины художников». Среди 307 работ 62 авторов экспонировались произведения Израиля Лизака, Дмитрия Митрохина, Веры Семёновой-Тян-Шанской и других художников[5].

- В Ленинграде в ГРМ открылась "II выставка Общества «Круг художников». Среди 145 работ 38 авторов экспонировались произведения А. С. Ведерникова, М. Ф. Вербова, В. В. Пакулина, А. Ф. Пахомова, А. И. Русакова, Д. Е. Загоскина, В. И. Малагис, Б. Е. Каплянского, Я. М. Шура, М. А. Федоричевой, В. В. Купцова, А. П. Почтенного, Н. С. Могилевского, П. А. Осолодкова, Г. Н. Траугота и других художников[6].

- В Ленинграде открылась выставка картин и скульптуры «Современные ленинградские художественные группировки» при участии Общества художников им. А. И. Куинджи, Ассоциации художников Революционной России (Ленинградское отделение АХРР), Общества «Круг художников», Общества художников «4 искусства» (ленинградская группа) и коллектив мастеров аналитического искусства (школа Филонова). Среди 164 работ 93 авторов экспонировались произведения М. Ф. Вербова, А. Д. Зайцева, В. В. Пакулина, А. Ф. Пахомова, К. С. Петрова-Водкина, А. И. Русакова, А. Н. Самохвалова, М. А. Федоричевой и других художников[7].

## Деятели искусства

### Родились
- 2 января — Оскар Рабин, художник (ум. в 2018).
- 21 января — Левон Лазарев, скульптор (ум. в 2004).
- 25 февраля — Ким Славин, живописец (ум в 1991).
- 28 февраля — Марк Кремер, живописец.
- 1 марта — Дмитрий Афанасьев, театральный художник, заслуженный деятель искусств РСФСР (ум. в 1988)
- 2 апреля — Валентина Кравченко-Бувалец, живописец (ум. в 2006).
- 5 мая — Валентин Сидоров, живописец, народный художник СССР.
- 8 марта — Василий Руднев, живописец и педагог, заслуженный деятель искусств РСФСР.
- 19 мая — Анна Костина, живописец.
- 29 мая — Николай Галахов, живописец-пейзажист, заслуженный художник Российской Федерации.
- 7 июня — Лазарь Язгур, живописец, с 1993 года живший в Израиле (ум. в 2000).
- 3 августа — Владимир Селезнёв, живописец (ум. в 1991).
- 27 сентября — Сергей Вакар, скульптор, заслуженный деятель искусств Белорусской ССР (1978).
- 26 ноября — Пётр Смукрович, живописец (ум. в 1998).
- 29 ноября — Таир Салахов, живописец, народный художник СССР, вице-президент Российской Академии художеств.

### Скончались
- 19 февраля — Василий Беляев, живописец, монументалист и педагог (род. в 1867).
- 13 марта — Франц Рубо, художник-баталист, с 1912 года живший в Германии (род. в 1856).
- 26 июля — Валентин Фельдман, архитектор и художник-акварелист (род. в 1864).
- 5 ноября — Виктор Зарубин, художник, академик живописи (род. в 1866).

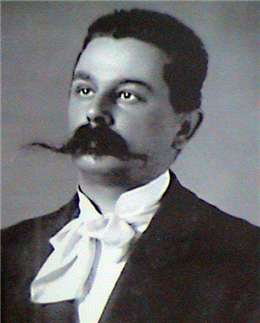
Валентин Фельдман